# Pamela maritata
Pamela maritata è un'opera teatrale in tre atti di Carlo Goldoni scritta nel 1759 e messa in scena per la prima volta durante il Carnevale dell'anno successivo a Roma, nel Teatro Capranica. Il pubblico gradì il lavoro, forse per la popolarità della storia, ma non ebbe un'accoglienza clamorosa. Nei suoi Mémoires, l'autore afferma che l'accoglienza fu più tiepida rispetto al grande successo romano della precedente La Pamela perché nella prima v'era maggior interesse ed azione, nella seconda maggiore studio e finezza. L'una era fatta da rappresentarsi, l'altra da leggersi. L'opera conobbe diverse traduzioni (in Germania, in Spagna, in Francia) e ancora oggi viene ripresa da varie compagnie. 
La commedia, dedicata a Voltaire, è la continuazione de La Pamela (conosciuta anche come Pamela nubile o Pamela fanciulla), la fortunata commedia che Goldoni aveva ricavato nel 1750 dal romanzo epistolare del 1741 di Samuel Richardson Pamela, o la virtù premiata (titolo originale Pamela, or The Virtue Rewarded).

## Genesi
Goldoni nel 1759 si trovava a Roma e scoprì che il Teatro Capranica aveva rappresentato con successo clamoroso per l’intera stagione La Pamela. L'autore appuntò nei suoi Mémoires: da qualche anno il Teatro Capranica, che si era consacrato alle mie opere, in quel periodo rappresentava la mia commedia Pamela. Tale opera era resa così bene e tanto piaceva che, da sola, sostenne il teatro dall'apertura sino alla chiusura, cioè dal dicembre sino al Martedì grasso. Tutte le volte che vi andavo era per me un giorno di trionfo.
Decise quindi, dietro nobile e generosa ricompensa, di scrivere il seguito per quel teatro, ma non riuscì ad assistere alla prima, in quanto già partito da Roma. 
Quella goldoniana non è la sola continuazione de La Pamela: già l'abate Chiari a Venezia e Francesco Cerlone a Napoli si erano impadroniti della vicenda per modificarne il finale. Rispetto alle fantasiose invenzioni di questi ultimi, Goldoni si limita a rendere Milord Bonfil geloso della giovane sposa.

## Trama
Londra. Pamela, ex servetta, moglie del geloso nobile Milord Bonfil, anche da maritata assume una condotta esemplare per onestà di costumi e fedeltà coniugale, delineando un modello di saggezza femminile.

## Poetica
Scrisse l'autore nella prefazione all'edizione a stampa della commedia: Buona non posso dirla, perché il buono non nasce nel mio giardino. Grande è stato al mio scarso talento l'impegno di continuare un'azione intieramente finita; grandissimo il labirinto, in cui mi sono posto da me medesimo di far divenire Milord geloso, ma con ragione, e mantenere Pamela onesta, e non coprire verun Attore di scelleraggini, o d'imposture, ma far sì che da una semplice combinazione di fatterelli nascessero i sospetti e le ragionevoli congietture, conducendo il fin dell'azione con una lieta catastrofe, senza niente di sorprendente. Io non lodo la mia Commedia; svelo il mio assunto, e confesso la mia fatica.
Secondo Giuseppe Ortolani, l'elemento commedia lagrimosa, già presente nella prima commedia, risulta qui ancora più accentuato.